# Řády, vyznamenání a medaile Nigeru

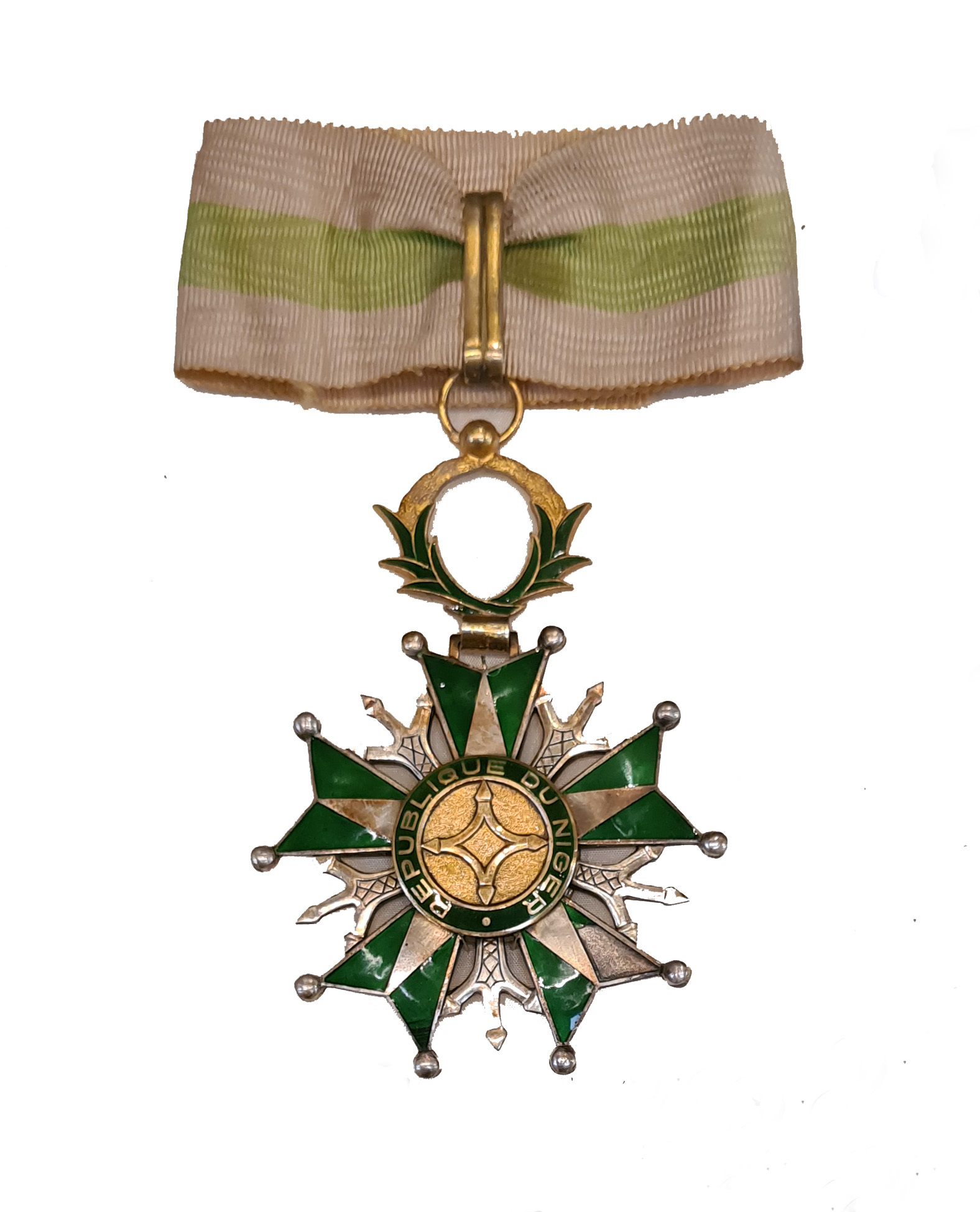
Insignie Národního řádu Nigeru ve třídě komtura

Za systém řádů, vyznamenání a medailí Nigeru zodpovídá administrativa velkého kancléře Národního řádu. Velmistrem všech řádů je nigerský prezident. Ten také jmenuje velkého kancléře. Nejvyšším státním vyznamenáním je Národní řád Nigeru.

## Seznam vyznamenání
- Národní řád Nigeru (Ordre national du Niger) byl založen jako koloniální řád dne 14. prosince 1959. V roce 1961 po zisku nezávislosti, byl řád reorganizován a zařazen do systému vyznamenání nezávislého Nigeru. Udílen je v pěti třídách.[2]
- Řád za zásluhy (Ordre du mérite du Niger) byl založen dne 24. června 1963. Udílen je v pěti třídách.[3]
- Vojenská medaile (Médaille militaire) byla založena 9. srpna 1963 a udílena je v jedné třídě.[4]
- Kříž za chrabrost (Croix de la vailance) byl založen 30. dubna 1964 a udílen je v jedné třídě.[5]
- Řád za zásluhy o zemědělství (Ordre du mérite agricole) byl založen 25. července 1963 a udílen je ve třech třídách.[6]
- Řád akademických palem (Ordre des palmes académiques) byl založen 15. března 1969. Udílen je ve třech třídách.[7]
- Čestná medaile za zdravotní péči (Médaille d'honneur de la santé publique) byla založena 3. července 1964. Udílena je ve čtyřech třídách.[8]
- Čestná medaile celní správy (Médalille d'honneur de douanes) byla založena 18. března 1966. Udílena je v jedné třídě.[9]
- Čestná medaile za práci (Médaille d'honneur du travail) byla založena 7. září 1967. Udílena je ve čtyřech třídách.[10]

## Velmistr národních řádů
Prezident Nigeru je velmistrem všech národních řádů. Ex officio je také příjemcem velkokříže Národního řádu Nigeru. Ocenění vyznamenaným předává obvykle 3. srpna v Den nezávislosti nebo 18. prosince na Den republiky. Prezident také dekretem jmenuje velkého kancléře Národního řádu.

## Velký kancléř Národního řádu
Velký kancléř Národního řádu (Grand Chancelier des Ordres Nationaux du Niger) spravuje nigerské řády a další vyznamenání a jejich pečeti. Nesmí být současně členem vlády nebo národního shromáždění, ale může se na pozvání účastnit jednání rady ministrů. Jedním z jeho úkolů je předkládat prezidentovi nominace kandidátů na vyznamenání.
Velký kancléř Národního řádu stojí v čele Velké kanceláře Národního řádu (Grande Chancellerie des Ordres nationalaux du Niger) a Rady národních řádů (Conseil des Ordres nationalaux). Kancelář sestává z kabinetu Velkého kancléře a stálého sekretariátu. Předsedu kabinetu jmenuje přímo velký kancléř a stálého tajemníka velké kanceláře jmenuje na návrh velkého kancléře prezident. Rada národních řádů musí mimo jiné vydávat prohlášení o plánovaných jmenováních do národních řádů. Informuje také o ročních kvótách na vyznamenání. Skládá se z velkého kancléře, který jí předsedá, stálého tajemníka a pěti členů Národního řádu Nigeru, které jmenuje rada ministrů na návrh velkého kancléře.
Jako velcí kancléři sloužili Diallo Ousman Bassarou, Daddy Gaoh, Henri Dupuis-Yacouba, Yahaya Tounkara, Ali Saibou, Boulama Manga a Oumara Mai Manga.